# ضرر نفسي
الضرر النفسي هو مفهوم يستخدم في مجال علم النفس الاجتماعي لوصف الآثار السلبية للقوالب النمطية علي الأفراد المنتمين للجماعات الموصومة " stigmatized".
استخدم المؤرخ الأمريكي داريل سكوت مصطلح «الضرر النفسي» لأول مرة لوصف تأثيرات القوالب النمطية علي الأمريكيين من أصل إفريقي وذلك في كتابه الصادر عام 1997 بعنوان «الاحتقار والشفقة – السياسة الاجتماعية والصورة النفسية المتضررة للسود»1880-1996  والذي حصل علي جائزة أفضل عمل لهذا العام في العلاقات العرقية من قبل منظمة المؤرخين الأمريكيين  جيمس أ راوليي.
كتب عالم النفس الاجتماعي الأمريكي كلود ستيل في كتابه «كيف تؤثر الصور النمطية علينا وماذا يمكننا أن نفعل» أن نفسية الأمريكيين من أصول أفريقية قد تضررت بسبب الصور السيئة التي يعرضها المجتمع والتي تظهر السود بشكل عدواني وأقل ذكاءا وهلم جرا. وكتب أن التعرض المتكرر لهذه الصور يؤثر علي أعضاء المجموعة الموصومة والتي تلحق الضرر بشخصيتهم عن طريق التسبب في تدني احترام الذات وانخفاض  الدافع والشك في الذات وتسهم في مشكلات اجتماعية مثل البطالة المرتفعة وقلة الزواج وانخفاض التحصيل العلمي وزيادة الإجرام.
في البداية تم استخدام مفهوم الضرر النفسي لوصف آثار الوصم على الأمريكيين من أصل أفريقي، ولكن تم تطبيق هذا المفهوم أيضًا على مجموعات أخرى موصومة مثل الأمريكيين الأصليين، واللاتينيين والنساء.